# Belka
Bélka (tudi snežni jereb; znanstveno ime Lagopus muta) je majhna ptica iz reda kur (Galliformes), iz družine poljskih kur (Phasianidae). Je stalnica in živi v podarktičnih predelih Evrazije na skalnatih pobočjih in tundri. Osamljene skupine ptic živijo še v Pirenejih, Alpah in pogorjih Škotske. Bolj razširjena je v Skandinaviji in na Islandiji. Belka živi tudi na alpskih območjih Slovenije - je celoletna vrsta nad drevesno mejo in je ena od stotridesetih ogroženih vrst na Slovenskem. Zunaj gnezditvenih območij ni poznana.
Živi tudi na Aljaski in severni Kanadi, kjer jo imenujejo skalna snežna jerebica.
Evrazijski pomladni mladič ima sivkast zgornji del z belimi krili in spodnjim delom. Severnoameriške podvrste so bolj raznovrstnih barv. V splošnem so rjavkaste, aleutske pa so že skoraj črne. Severnoameriške samice so rjave. Pozimi oba spola postaneta popolnoma bela. Od zimskega barjanskega jereba (vrbja divja kura), (vrbja belka v Severni Ameriki) jo lahko ločimo po naravnem okolju, manjši velikosti, nežnejšemu kljunu. Pozimi ima samec črno črto med očesom in kljunom.
Petje samcev je glasno krakanje. Oglaša se z gagajočim aar-aar-ka-ka-ka. Let je krepak, premočrten in tudi drsi.
Belke stalno uživajo rastlinsko hrano, rastoči mladiči pa jedo tudi žuželke. Samica v celoti skrbi za gnezdo in nego mladičev.

## Podvsrte
Priznanih je 23 podvrst:
- L. m. atkhensis (Turner, 1882) -  otok Tanaga, otok Adak in otok Atka (zahodnosrednji del Aleutskih otokov, ZDA))
- L. m. dixoni (Grinnell, 1909) - otok Glacier Bay in jugovzhodna Aljaska
- L. m. evermanni (Elliot D.G., 1896) otok Attu na zahodnih Aleutskih otokih, ZDA)
- L. m. gerasimovi (Red'kin, 2005) - otok Karaginski v Rusiji
- L. m. helvetica (Thienemann, 1829) - Alpe
- L. m. hyperborea (Sundevall, 1845) - Svalbard (Norveška) in Dežela Franca Jožefa (Rusija)
- L. m. islandorum (Faber, 1822) - Islandija
- L. m. japonica (Clark A.H., 1907) -   Honšu (Japonska)
- L. m. kurilensis (Kuroda, 1924) -  Kurilski otoki (Rusija)
- L. m. macruros (Schiøler, 1925) - severovzhodni Grenlandija
- L. m. millaisi (Hartert, 1923) - Škotska
- L. m. muta (Montin, 1781) - severna Skandinavija do polotok Kola (Rusija)
- L. m. nadezdae (Serebrovski, 1926) -  južna Sibirija in severna Mongolija
- L. m. nelsoni (Stejneger, 1884) - otok Unimak in otok Unalaska (vzhodni Aleutski otoki, ZDA) ter južna Aljaska
- L. m. pleskei (Serebrovski, 1926) - severna Sibirija
- L. m. pyrenaica (Hartert, 1921) - osrednji in vzhodni Pireneji (Francija in Španija)
- L. m. reinhardi (Brehm C.L., 1824) - južna Grenlandija
- L. m. ridgwayi (Stejneger 1884) - Komandorski otoki (Rusija)
- L. m. rupestris (Gmelin J.F., 1789) - severna Severna Amerika
- L. m. saturata (Salomonsen, 1950) - severozahodna Grenlandija
- L. m. townsendi (Elliot D.G., 1896) - otok Kiska, Amčitka, otok Little Sitkin in Rat Islands (zahodni Aleutski otoki, ZDA)
- L. m. welchi (Brewster, 1885) -  Nova Fundlandija (Kanada)
- L. m. yunaskensis (Gabrielson & Lincoln, 1951) -  Yunaska Island (osrednji Aleutski otoki, ZDA)

## Podobne vrste
- barjanski jereb (Lagopus lagopus; ne živi v Sloveniji)